# Kayarcık, Tufanbeyli
Kayarcık là một làng thuộc huyện Tufanbeyli, tỉnh Adana, Thổ Nhĩ Kỳ. Dân số thời điểm năm 2009 là 1.029 người.